# Miafisismo

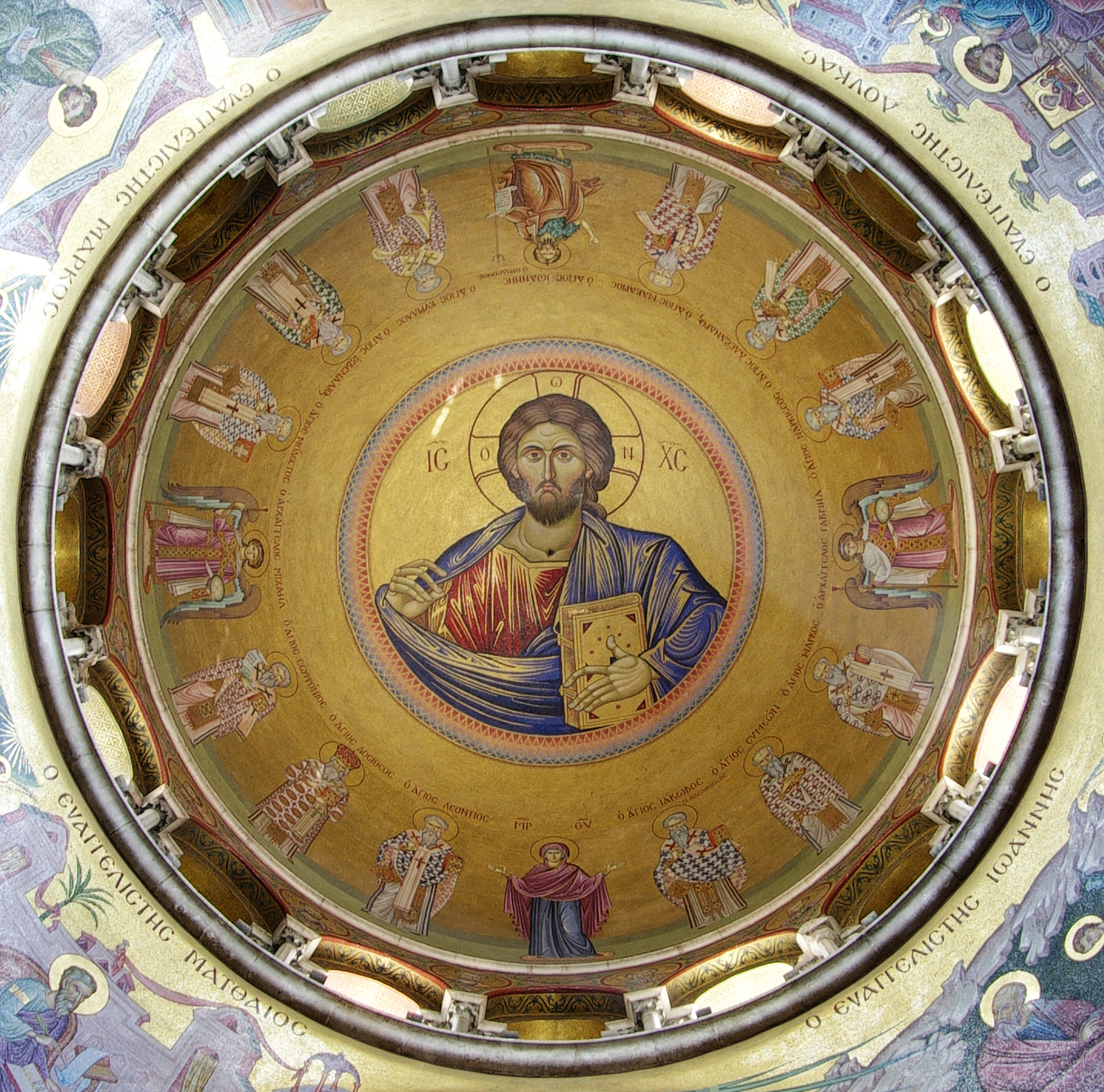
Detalle de un domo en una iglesia en Jerusalén

El miafisismo (en algunos textos miofisismo o henofisismo) es una doctrina cristiana que afirma que en Jesucristo existe una sola naturaleza unida, divina y humana junta. Se distingue del:
- Monofisismo, en donde en Jesucristo la naturaleza divina absorbe a la humana, es única;
- Nestorianismo, en donde en Jesucristo conviven dos personas distintas, el hombre y el Dios;
- Credo de Calcedonia (aceptado por los católicos y ortodoxos), en donde Jesucristo es "dos naturalezas en una sola persona".

Los miafisitas no creen en la definición calcedonense y prefieren hablar de "única naturaleza del Verbo encarnado" (según las palabras de Cirilo de Alejandría). La naturaleza de Cristo es única, y es el fruto de la unión de la humana y la divina. Esta doctrina se basa en la idea bíblica de que a cada naturaleza corresponde una persona. Puesto que Cristo es una sola Persona de la Trinidad, necesariamente debe ser de una única naturaleza, ya que dos naturalezas constituirían dos personas.
Con el concilio de Calcedonia (451), el credo ecuménico presentó la novedad de la concepción de las dos naturalezas de Cristo. En décadas posteriores las Iglesias miafisitas se alejaron de las otras iglesias del Imperio romano y del occidente. Desde entonces, estas iglesias ya no estuvieron en comunión con las otras iglesias de la cristiandad.
Las Iglesias ortodoxas orientales son calificadas de miafisitas porque siguen a Cirilo de Alejandría a propósito de la naturaleza de Cristo.